# 1801年10月7日日食
1801年10月7日日食为一次在协调世界时1801年10月7日出現的日偏食。該次日食食分為0.3505。

## 概述
這次日食的食分是0.3505。

## 基本參數
- 類型：日偏食
- 食甚資料：
  - 日期：1801年10月7日
  - 時間：19時42分34秒
  - 地點：61S 141E
  - 食分：0.3505

## 外部連結
- NASA日食專頁（页面存档备份，存于）（英文）